# Liste der Verkehrsminister Namibias
Dies ist eine Liste der Verkehrsminister Namibias (englisch Minister of Works and Transport).

## Minister
| Nr. | Foto | Name | Lebensdaten | Partei | Kabinett | Amtszeit (Beginn) | Amtszeit (Ende) |
| Minister für Öffentliche Arbeiten, Verkehr und Kommunikationen Minister of Public Works, Transport and Communication | Minister für Öffentliche Arbeiten, Verkehr und Kommunikationen Minister of Public Works, Transport and Communication | Minister für Öffentliche Arbeiten, Verkehr und Kommunikationen Minister of Public Works, Transport and Communication | Minister für Öffentliche Arbeiten, Verkehr und Kommunikationen Minister of Public Works, Transport and Communication | Minister für Öffentliche Arbeiten, Verkehr und Kommunikationen Minister of Public Works, Transport and Communication | Minister für Öffentliche Arbeiten, Verkehr und Kommunikationen Minister of Public Works, Transport and Communication | Minister für Öffentliche Arbeiten, Verkehr und Kommunikationen Minister of Public Works, Transport and Communication | Minister für Öffentliche Arbeiten, Verkehr und Kommunikationen Minister of Public Works, Transport and Communication |
| --- | --- | --- | --- | --- | --- | --- | --- |
| 01 | | Richard Kapelwa Kabajani                                                                                             | 1943–2007 | SWAPO | Nujoma I | 1990 | 1992 |
| Minister für Öffentliche Arbeit und Verkehr Minister of Works and Transport                                          | | | | | | | |
| 02 | | Marco Hausiku | 1953–2021 | SWAPO | Nujoma I | 1992 | 1995 |
| 03 | | Oskar Plichta | 1934–2001 | SWAPO | Nujoma II | 1995 | 2000 |
| 04 | | Moses Amweelo | 1952–2025 | SWAPO | Nujoma III | 2000 | 2005 |
| 05 | | Joel Kaapanda | 1945– | SWAPO | Pohamba I | 2005 | 2008 |
| 06 | | Helmut Angula | 1945– | SWAPO | Pohamba I | 2008 | 2010 |
| 07 | | Erkki Nghimtina | 1948– | SWAPO | Pohamba II | 2010 | 2015 |
| 08 | | Alpheus ǃNarusebKlicklaut                                                                                            | 1954– | SWAPO | Geingob I | 2015 | 2018 |
| 09 | | John Mutorwa | 1957– | SWAPO | Geingob I | 2018 | 2020 |
| 09 | Geingob II Mbumba | John Mutorwa | 1957– | SWAPO | 2020 | 2025 | |
| 10 | | Veikko Nekundi | 1977– | SWAPO | Nandi-Ndaitwah | 2025 | |